# Форум ди Асаго
Форум ди Асаго (итал. Forum di Assago) је вишенаменска дворана која се налази у Асагу, насељу у близини Милана (Италија). Из спонзорских разлога пун назив дворане од јануара 2009. године гласи Медиоланум Форум ди Асаго (Mediolanum Forum di Assago). Капацитет дворане је 12.700 седећих места. Од спортских догађаја у њој се махом одигравају кошаркашки, хокејашки и тениски мечеви, а поред тога служи и за одржавање концерата.
Ова дворана је домаћи терен кошаркашког клуба Олимпија из Милана.

## Значајнији догађаји
- 1996, 2013, 2014, 2016: Куп Италије у кошарци - завршни турнир
- 2014: Фајнал фор Евролиге 2013/14.
- 2022: Европско првенство у кошарци 2022.